# Саннаццаро-де-Бургонді
Саннаццаро-де-Бургонді, Саннаццаро-де'-Бурґонді (італ. Sannazzaro de' Burgondi) — муніципалітет в Італії, у регіоні Ломбардія, провінція Павія.
Саннаццаро-де-Бургонді розташоване на відстані близько 460 км на північний захід від Рима, 50 км на південний захід від Мілана, 22 км на південний захід від Павії.
Населення — 5512 осіб (2014).

## Демографія
Населення за роками:

Станом на 1 січня 2023 року в муніципалітеті офіційно проживали 673 іноземці з 43 країн, серед них 174 громадяни країн Євросоюзу та 32 громадяни України.

## Сусідні муніципалітети
- Корнале-е-Бастіда
- Корана
- Дорно
- Феррера-Ербоньйоне
- Меццана-Більї
- П'єве-Альбіньола
- Скальдазоле
- Сільвано-П'єтра

## Міста-побратими
- Százhalombatta[en], Угорщина